# 6e congrès national du Parti communiste chinois
Le 6e Congrès national du Parti communiste chinois (en chinois 中国共产党第六次全国代表大会) s'est tenu du 18 juin au 11 juillet 1928 à Moscou. Le parti comptait alors 130 194 membres qui ont été représentés par 84 délégués lors du congrès.

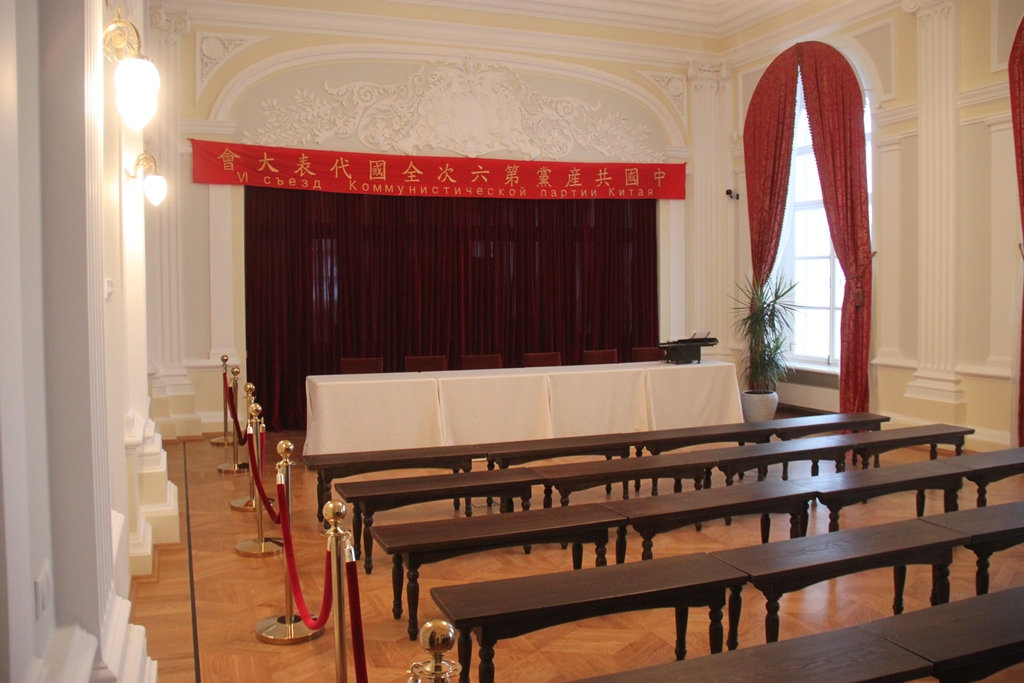
Le congrès s'est tenu dans cette salle, aujourd'hui transformée en musée.

## Contexte
C'est le seul congrès du Parti communiste chinois à avoir eu lieu à l'étranger. À la suite du massacre de Shanghai et du début de la Guerre civile chinoise, le PCC était poussé à la clandestinité. La rupture entre le Kuomintang et le PCC fut entérinée.

## Déroulement
Le congrès fut le théâtre de nombreux évènements,Chen Duxiu fut désigné comme le principal responsable de l'échec de la collaboration du PCC et du Kuomintang et fut démis de son poste de secrétaire général du parti et remplacé par Xiang Zhongfa; Chen Duxiu sera expulsé du parti un an plus tard.
Une nouvelle constitution (la seconde) pour le Parti a été adoptée.
Qu Qiubai fut chargé de la lecture du rapport politique. Le congrès adopta une nouvelle constitution (la seconde) pour le Parti.
C'est à l'issue de ce congrès que Zhou Enlai entra dans la haute direction du parti, jusqu'à sa mort en 1976.

## Postérité
Il n'y aura pas de nouveau congrès du parti pendant 17 ans, ce qui constitue l'écart le plus long entre deux congrès pour le PCC.
En 2021, à l'occasion du 100e anniversaire du parti communiste chinois, l'Agence fédérale des archives de Russie a remis à la Chine de nombreux documents sur le 6ème congrès.